# Luis Almagro

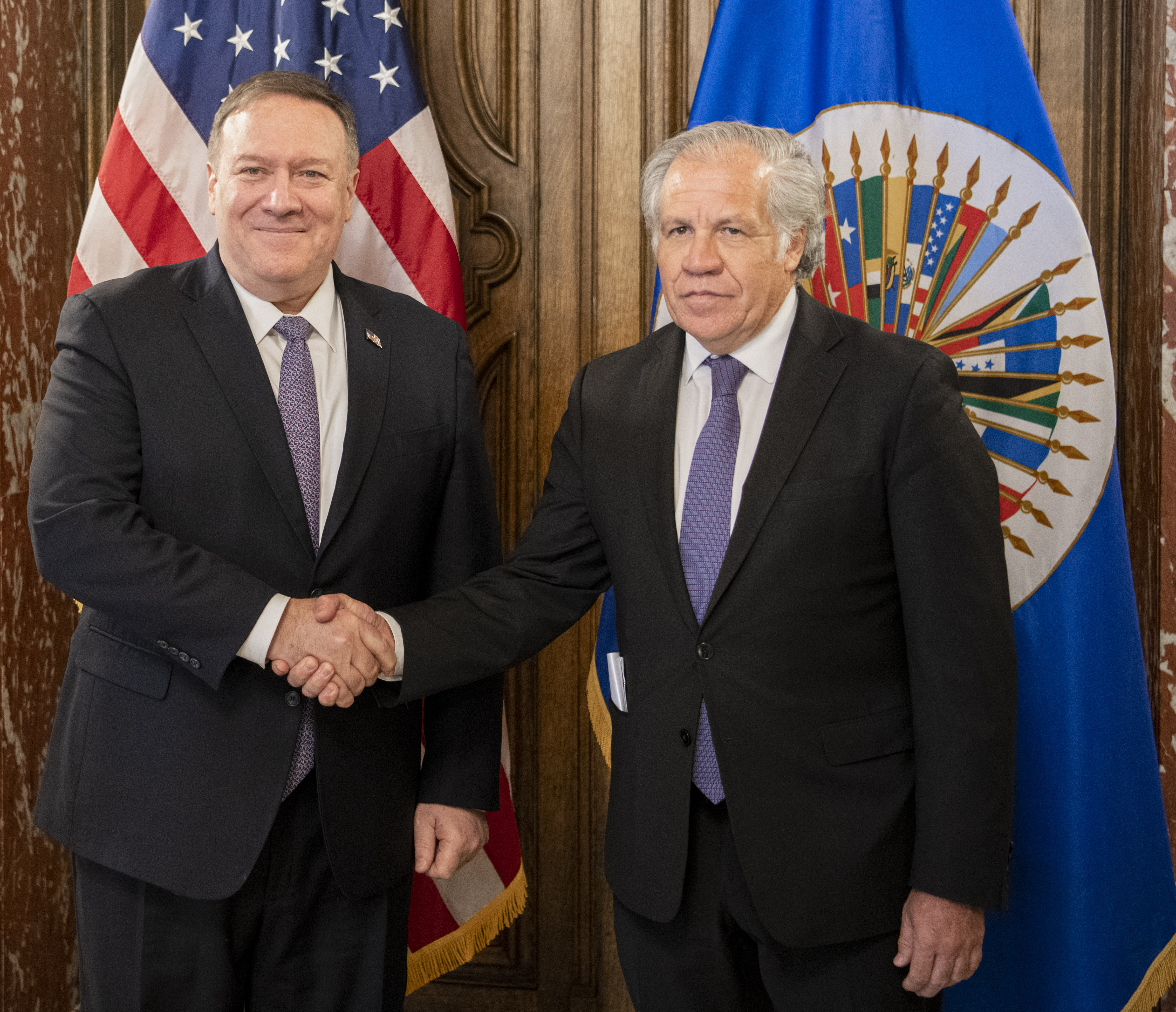
Luis Almagro (rechts) mit Mike Pompeo (2020)

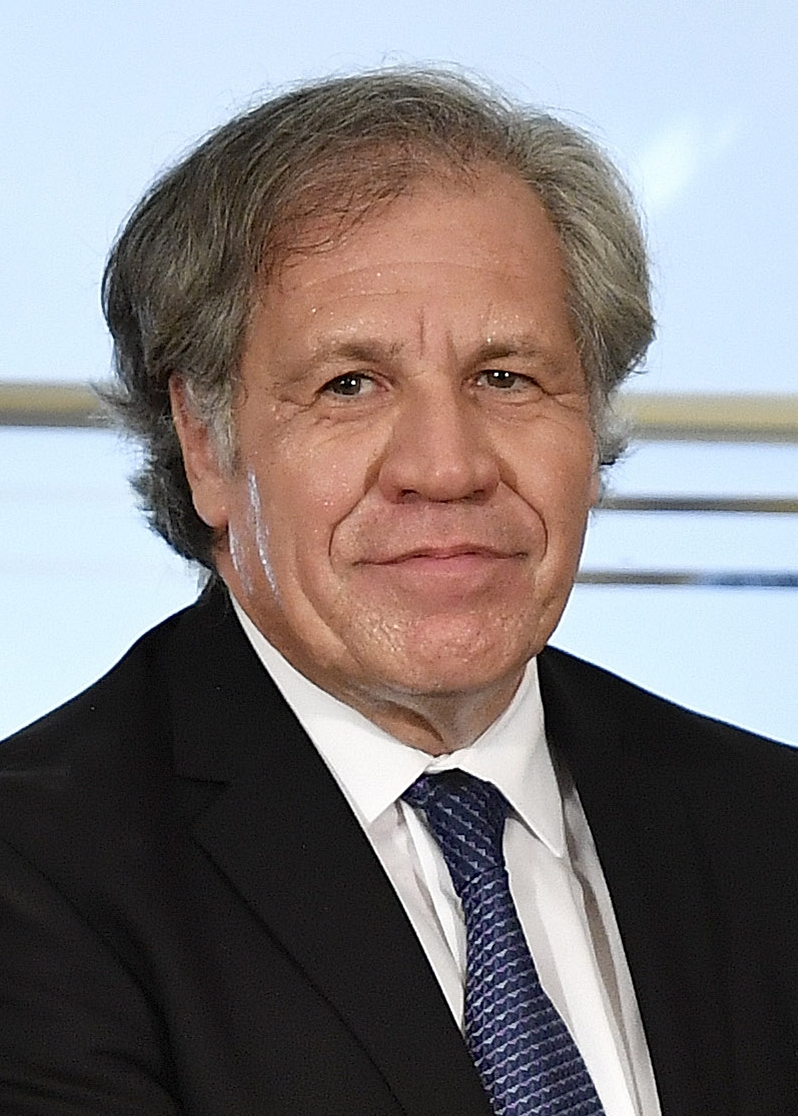
Luis Almagro (2018)

Luis Leonardo Almagro Lemes (* 1. Juni 1963 in Cerro Chato, Departamento Paysandú) ist ein uruguayischer Politiker und Generalsekretär der Organisation Amerikanischer Staaten.

## Karriere
Luis Almagro, der in jungen Jahren ein begeisterter Läufer war und bei einem Wettkampf auf nationaler Ebene den vierten Platz belegte, studierte Rechtswissenschaften an der Universidad de la República und schloss sein Studium 1987 mit dem Titel Rechtsanwalt ab. Zudem besuchte er die Diplomatische Akademie am Instituto Artigas del Servicio Exterior. Ursprünglich der Partido Nacional verbunden, war er in der Endphase der zivil-militärischen Diktatur in deren Divisa Blanca und später dann im Movimiento Nacional de Rocha engagiert. Er arbeitete von 1991 bis 1996 in der uruguayischen Botschaft im Iran. Sodann war er von 1998 bis 2003 mit der Wahrnehmung von Aufgaben in der uruguayischen Botschaft in Deutschland betraut. In jener zeitlichen Phase wandte er sich Ende der 1990er Jahre auch eher dem linken politischen Spektrum Uruguays zu und schloss sich 1999 dem Movimiento de Participación Popular als Experte für internationale Angelegenheiten an. Es folgte eine Tätigkeit im Ministerium für Viehzucht, Landwirtschaft und Fischereiwesen ("Ministerio de Ganadería, Agricultura y Pesca"). Im Dezember 2006 wurde er mit 21 von 22 Stimmen zum Botschafter Uruguays in China bestellt. Almagro hatte seit dem 1. März 2010 in der Regierung von Präsident José Mujica als Nachfolger von Pedro Vaz das Amt des Außenministers inne. Dieses übte er bis zum 1. März 2015 aus. Bei den Wahlen 2014 wurde er in die Cámara de Senadores gewählt. Am 18. März 2015 erhielt er bei der Wahl zum Generalsekretär der Organisation Amerikanischer Staaten 33 von 34 Stimmen bei einer Enthaltung und wurde in dieser Position Nachfolger von José Miguel Insulza.

## Privates
Almagro war in erster Ehe mit einer Beamtin im Außenministerium verheiratet. Die Ehe wurde während seiner beruflichen Lebensphase in Deutschland geschieden. Die zweite Ehe schloss er mit Marianne Birkholtz, einer südafrikanischen Mitarbeiterin des Umweltprogramms der Vereinten Nationen. Insgesamt ist er Vater von sieben Kindern namens Eloisa, Leandro, Jan, Sara, Emily, Leonardo und Benjamín.